# Astracantha ochtoranensis
Astracantha ochtoranensis là một loài thực vật có hoa trong họ Đậu. Loài này được (Freyn) Podlech miêu tả khoa học đầu tiên.